# Ormyrus harongae
Ormyrus harongae is een vliesvleugelig insect uit de familie Ormyridae. De wetenschappelijke naam is voor het eerst geldig gepubliceerd in 1952 door Risbec.